# Pfarrkirche Manhartsbrunn

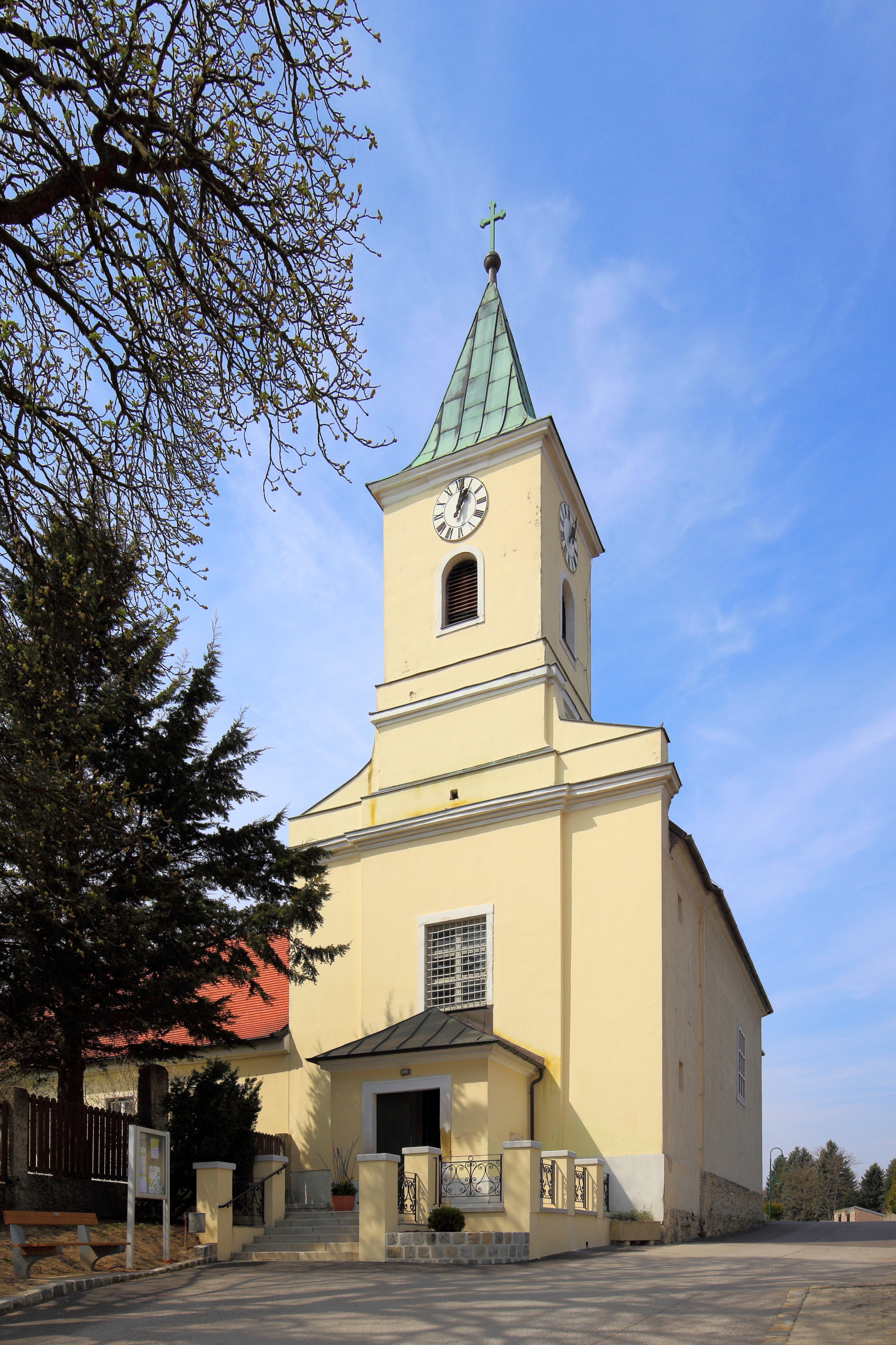
Kath. Pfarrkirche hl. Antonius von Padua

Die römisch-katholische Pfarrkirche Manhartsbrunn steht auf einem Hügel am westlichen Rand der Ortschaft Manhartsbrunn in der Gemeinde Großebersdorf im Bezirk Mistelbach in Niederösterreich. Sie ist dem heiligen Antonius von Padua geweiht und gehört zum Dekanat Wolkersdorf im Vikariat Unter dem Manhartsberg der Erzdiözese Wien. Das Bauwerk steht unter Denkmalschutz.

## Geschichte
1784 wurde eine Lokalplanei errichtet. Die Kirche wurde 1806 zur Pfarrkirche erhoben.

## Architektur
Die Kirche ist ein josephinischer Saalbau  mit eingezogenem und gerade geschlossenem Chor. Auf der Westseite schließt ein 1787 erbauter Kirchturm mit rundbogigen Schallfenstern und Pyramidendach an.
Über dem Kirchenraum spannt sich eine Flachdecke mit Stuckmedaillons und Wandmalereien.

## Ausstattung

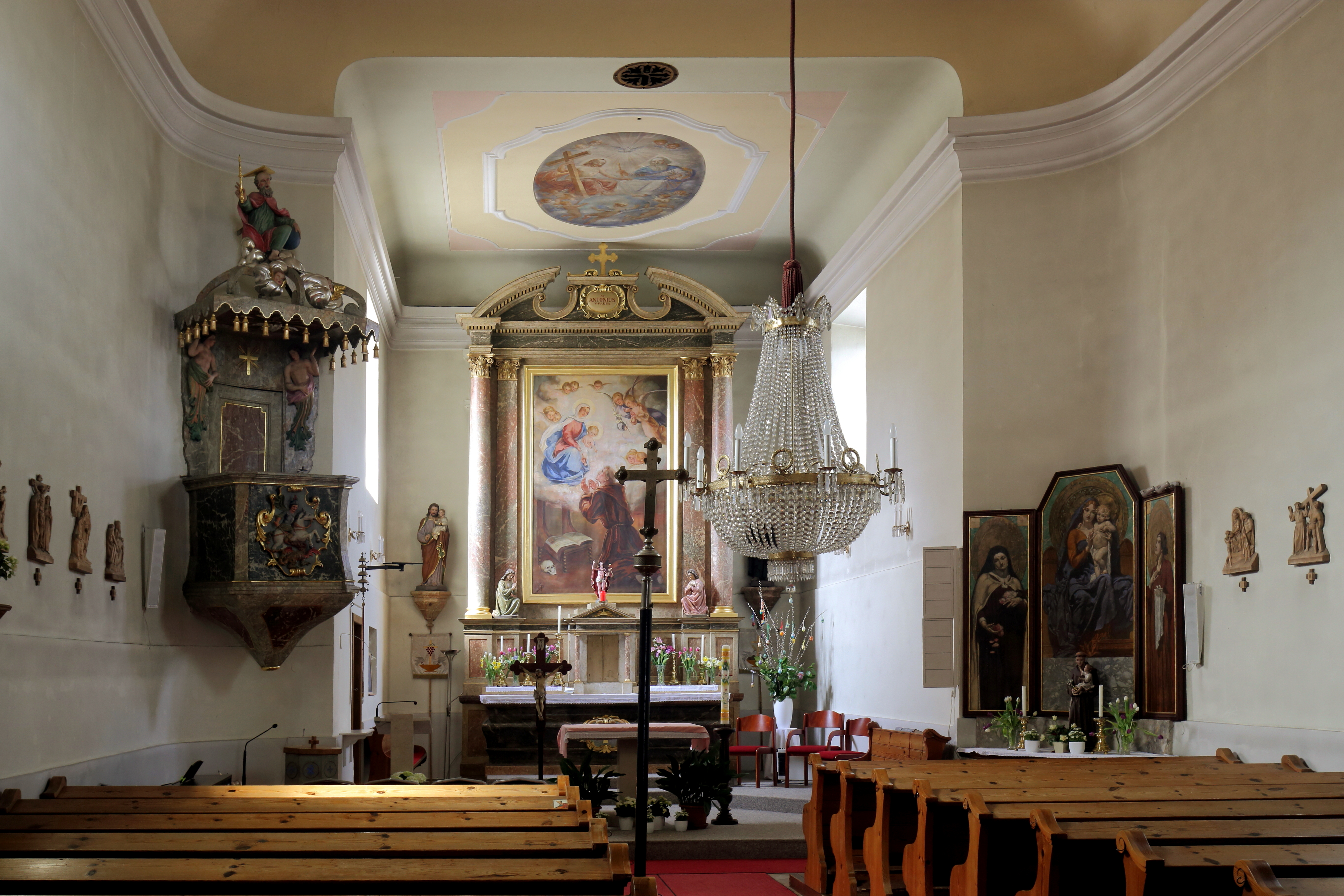
Innenansicht der Pfarrkirche

Die Ausstattung stammt einheitlich aus dem 19. Jahrhundert. Der Hochaltar ist eine Säulenädikula mit einem Altarbild des heiligen Antonius. Es stammt aus der Zeit um 1900.
Die Orgel aus 1884 mit 9 Registern wurde von Franz Strommer gebaut.